# Festungshaft
Die Festungshaft war eine Form der Freiheitsstrafe, die in Festungen oder anderen dazu bestimmten Räumen vollstreckt wurde. 

## Deutschland

### Militärstrafrecht
In Preußen war die Festungsstrafe bis zur Einführung des deutschen Militärstrafgesetzbuches vom 20. Juni 1871 die militärische Freiheitsstrafe für „Gemeine“ (Unteroffiziere und Mannschaften). Gegen Offiziere wurde die Festungshaft in Form des Festungsarrests vollstreckt.  Für Unteroffiziere war sie stets mit einer Degradierung verbunden. Die Festungshaft bestand in Einschließung und Beschäftigung mit militärischen Arbeiten unter Bewachung. Die in eine Strafabteilung aufgenommenen Häftlinge blieben Soldaten, der Disziplinarstrafgewalt unterworfen und mussten die Dauer der Strafzeit später nachdienen. Die geringste Dauer der Strafe war 3 Monate.
Für schwere Verbrechen konnte die sog. Festungsbaustrafe verhängt werden. Die Häftlinge wurden in Festungen gefangen gehalten und zu den in Festungen vorkommenden Arbeiten (Reparaturen an Werken, Schutt- und Baumaterialienfahren, Holzsägen etc.) herangezogen. Von den hierzu gebräuchlichen Karren und deren Ziehen wurde die Festungsbaustrafe umgangssprachlich auch als Karren oder Karrenstrafe bezeichnet. Die Häftlinge trugen Ketten an den Füßen, daher auch die Bezeichnung als Kettenstrafe und waren meist zu 20–50 Mann in Kasematten untergebracht. An manchen Orten war eine besondere Kirche, Baukirche, für sie eingerichtet, in welcher ein Bauprediger den Gottesdienst hielt. Im Jahr 1872 wurde diese Strafe durch eine Gefängnisstrafe ersetzt.
Die Orte für die Vollstreckung der Festungshaft hießen spätestens ab den 1870er Jahren Festungs-Stubengefangenen-Anstalten. Eine dieser Anstalten befand sich 1878 bis 1909 auf der Festung Ehrenbreitstein, auf der Festungshäftlinge schon in den 1830er Jahren nachgewiesen sind. Nach der Auflösung dieser Anstalt gab es noch folgende Orte zur Verbüßung der Festungshaft in Preußen: die Festungen Weichselmünde bei Danzig und Magdeburg für Unteroffiziere, Mannschaften und untere Militärbeamte, die Festung Glatz für Offiziere des Gardekorps sowie des I. bis VI. und des XVII. Armeekorps und schließlich die Festung Wesel für Offiziere der übrigen Armeekorps.

### Allgemeines Strafrecht
Die im Reichsstrafgesetzbuch (RStGB) vorgesehene Festungshaft galt für zivile Angehörige der höheren, gebildeten Schichten als ehrenvolle Strafe. Festungshäftlingen billigte man eine ehrenhafte Gesinnung zu. Die Festungshaft wurde daher auch als Ehrenhaft bezeichnet. Sie war eine custodia honesta (lateinisch für „ehrenhafter Gewahrsam“) „mit Beaufsichtigung der Beschäftigung und Lebensweise der Gefangenen“, aber ohne die Möglichkeit, dem Verurteilten die bürgerlichen Ehrenrechte abzuerkennen und ohne Arbeitszwang während des Vollzugs anders als bei Zuchthaus- und Gefängnisstrafe. Sie war etwa für den Zweikampf mit tödlichen Waffen (§ 201 RStGB, Duell) und bestimmte politische Straftaten vorgesehen, beispielsweise wenn bei Hochverrat mildernde Umstände vorlagen (§ 81 RStGB). Duellanten wurden in der Regel zu Festungshaft verurteilt, da das Duell zwar offiziell verboten, faktisch aber toleriert wurde. In der Regel erfuhren Duellanten zudem meist eine frühzeitige Begnadigung. Politische Gefangene, z. B. im Vormärz, wurden ebenso zu Festungshaft verurteilt wie katholische Geistliche, die im Kulturkampf z. B. gegen den „Kanzelparagraphen“ verstießen. Wer wegen einer Straftat zu Festungshaft statt Gefängnis verurteilt wurde, erfuhr dadurch eine besondere Gnade.
Gemäß § 17 RStGB von 1871 war die Festungshaft lebenslang oder zeitig. Die zeitige Festungshaft konnte von einem Tag bis zu 15 Jahren Dauer verhängt werden. Sie wurde in Festungen oder in anderen dazu bestimmten Räumen vollzogen.
Zu Beginn des 20. Jahrhunderts verbüßten bayerische Festungshäftlinge ihre Strafen in der Strafgefängnis Landsberg am Lech.
Die Festungshäftlinge in Preußen standen unter Beaufsichtigung ihrer Lebensführung und unter Bewachung, durften aber Tabak und alkoholische Getränke genießen und Besuch empfangen. Tägliche Bewegung an der freien Luft war gestattet. Um 1900 war es sogar möglich, vom Festungskommandanten Ausgang in die Stadt und von der Staatsanwaltschaft Urlaub zu erhalten, der jedoch nicht als Teil der Haftzeit gerechnet wurde.

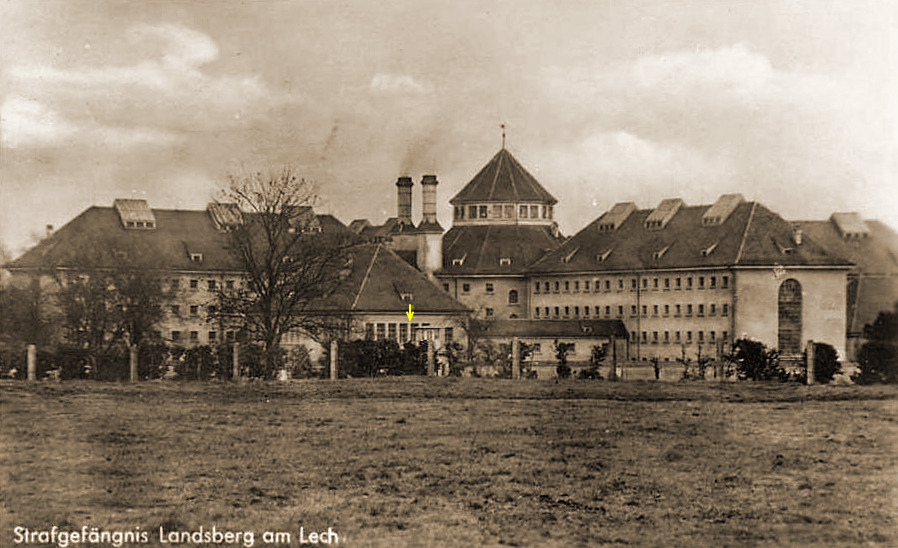
Westansicht des Strafgefängnisses Landsberg am Lech mit Markierung von Hitlers Zelle

#### Prominente Beispiele
Im Fall Adolf Hitlers und seiner Mitangeklagten beließ es das Gericht nicht nur bei der Feststellung, dass ihnen bei Ausführung des sog. Hitlerputschs keine ehrlose Gesinnung nachzuweisen sei, sondern es attestierte ihnen ein „Tun von rein vaterländischem Geist und dem edelsten selbstlosen Willen“. Hitler genoss während seiner Haft in einem separaten Trakt des Gefängnisses in Landsberg am Lech zahlreiche Privilegien; er hatte Kontakt mit Mitverurteilten, durfte Besucher empfangen und mit ihnen vertrauliche Gespräche führen. Besucher bezeichneten seinen Haftraum wegen der vielen Feinkostwaren als „Delikatessenladen“. Hitler diktierte seinen Mithäftlingen Maurice und Heß während der Haftzeit Teile des ersten Bandes seines Buches Mein Kampf. Nach neun Monaten wurde er Ende 1924 „wegen guter Führung“ vorzeitig entlassen. 
Auch Anton Graf von Arco auf Valley, der einen Tag nach dem Todesurteil zu lebenslanger Festungshaft begnadigt worden war und als erster Häftling in Landsberg einsaß, durfte nach seinem 1919 ausgeführten Mordanschlag auf Kurt Eisner, den ersten Ministerpräsidenten des Freistaats Bayern nach Belieben ausgehen und Besuche empfangen; tagsüber arbeitete er als Praktikant auf einem benachbarten Gut. Am 13. April 1924 wurde er aufgrund „Strafunterbrechung“ entlassen, ohne dass, wie sonst üblich, eine Bewährungsfrist ausgesprochen wurde.

#### Reformversuch in der Weimarer Republik

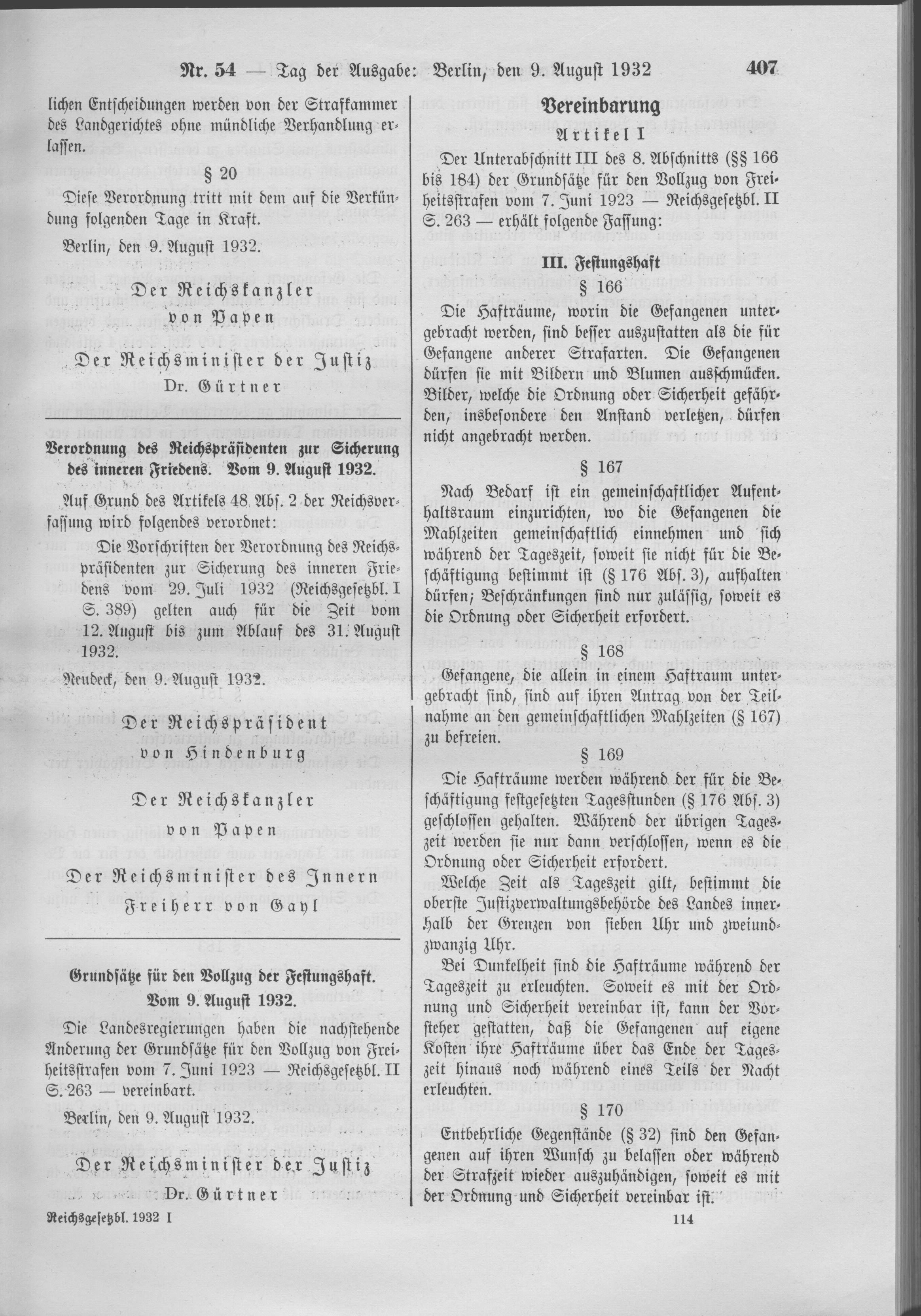
Neufassung der Grundsätze für den Vollzug der Festungshaft vom 9. August 1932

Gustav Radbruch initiierte in den 1920er Jahren eine Reform der Festungshaft, die jedoch keine Mehrheit fand.  § 71 des amtlichen Entwurfs zu einem Allgemeinen Deutschen Strafgesetzbuch aus dem Jahr 1925 lautete:

„An die Stelle von Zuchthaus und Gefängnis tritt Einschließung von gleicher Dauer, wenn der ausschlaggebende Beweggrund des Täters darin bestand, daß er sich zu der Tat auf Grund seiner sittlichen, religiösen oder politischen Überzeugung für verpflichtet hielt.“

Am 7. Juni 1923 hatten die Landesregierungen Grundsätze für den Vollzug von Freiheitsstrafen vereinbart. Besondere Vorschriften für die Festungshaft enthielten die §§ 166–184. Diese Bestimmungen wurden 1932 neu gefasst.

#### Nationalsozialismus
In der Zeit des Nationalsozialismus durfte auf Festungshaft nur erkannt werden, „wenn die Tat sich nicht gegen das Wohl des Volkes gerichtet und der Täter ausschließlich aus ehrenhaften Beweggründen gehandelt hat“.

#### Bundesrepublik Deutschland
Im Strafgesetzbuch der Bundesrepublik Deutschland wurde die „Festungshaft“ 1953 durch die „Einschließung“ ersetzt, die wiederum zum 1. April 1970 im Zuge der Großen Strafrechtsreform mit Einführung des Schuldstrafrechts der einheitlichen Freiheitsstrafe wich. Die Einschließung hatte keine nennenswerte praktische Bedeutung mehr. Zudem hatte sich in den Beratungen der Großen Strafrechtskommission der Gedanke durchgesetzt, dass eine Privilegierung der sogenannten Überzeugungstäter durch eine besondere Strafart, die dem Täter ehrenhaftes Handeln bestätigen soll, grundsätzlich abzulehnen ist. Wollte der Gesetzgeber durch die Art der Strafe ein ehrenhaftes Handeln anerkennen, so würde er damit der individuellen Auffassung des Täters den Vorrang vor der sittlichen Überzeugung der Allgemeinheit einräumen, obwohl diese durch das Strafgesetz in Normen, deren Tatbestände sozialethisches Unrecht umschreiben, Anerkennung von jedem fordert. Es genüge, achtenswerte Beweggründe im Rahmen der Strafbemessung zu berücksichtigen.
„Die Beweggründe und die Ziele des Täters, besonders auch rassistische, fremdenfeindliche, antisemitische, geschlechtsspezifische, gegen die sexuelle Orientierung gerichtete oder sonstige menschenverachtende, die Gesinnung, die aus der Tat spricht, und der bei der Tat aufgewendete Wille“ zählen seitdem zu den Strafzumessungsgründen (§ 46 StGB).

## Österreich
Im österreichischen Strafrecht gab es von etwa 1880 bis in die Zwischenkriegszeit das sog. Staatsgefängnis. Der 1930 vorgelegte Entwurf für ein neues Strafgesetzbuch sah diese Strafart nicht mehr vor. Der Entwurf trat jedoch durch die politischen Entwicklungen der Folgezeit nie in Kraft. Als 1945 das geltende österreichische Strafrecht neu publiziert wurde (StG 1945), wurden zahlreiche als obsolet betrachtete oder durch die zwischenzeitliche Gesetzgebung förmlich aufgehobene Artikel des Strafgesetzbuches von 1852 weggelassen, darunter auch die Festlegungen zur Festungshaft.

## Schweiz
Die Schweiz kannte diese Strafform nie.

## Weitere Festungshäftlinge (Auswahl)
- August Bebel (1872 im Zuge des Leipziger Hochverratsprozesses)
- Hanns Heinz Ewers, Schriftsteller, Kabarettist, Filmemacher, saß 1897 wegen eines Duells auf der Feste Ehrenbreitstein ein
- Thomas Theodor Heine, Karikaturist, 1898 sechs Monate wegen Majestätsbeleidigung
- Franz Junghuhn, Arzt und Java-Forscher, verbüßte 1832/33 wegen eines Duells eine Festungshaft auf der Feste Ehrenbreitstein
- Alfred von Kiderlen-Waechter, deutscher Diplomat, saß 1894 wegen eines Duells auf der Feste Ehrenbreitstein ein
- Karl Liebknecht, der 1907 zu eineinhalb Jahren verurteilt wurde
- Rosa Luxemburg verbrachte 1916 einige Monate ihrer Festungshaft im Zentralgefängnis der Provinz Posen in Wronke
- Karl Mack von Leiberich wurde 1806 zum Tode verurteilt, anschließend zu 20-jähriger Festungshaft begnadigt und 1808 aus der Haft entlassen
- Erich Mühsam (mehrfach, etwa bis 1924 infolge seiner Rolle in der Münchner Räterepublik)
- Fritz Reuter (von 1833 bis 1840 wegen „Majestätsbeleidigung und versuchtem Hochverrat“)
- Richard Scheringer wurde im Ulmer Reichswehrprozess zu 18 Monaten Festungshaft verurteilt
- Christian Friedrich Daniel Schubart (von 1777 bis 1787)
- Werner von Siemens (1842 wegen eines Duells, in dem er als Sekundant fungiert hatte)
- August Silberstein wurde 1854 zu fünf Jahren Festungshaft verurteilt, jedoch nach zwei Jahren entlassen
- Hans von Sponeck (am 23. Juli 1944 auf Befehl Himmlers im Militärgefängnis in Germersheim erschossen)
- Frank Wedekind (wegen Majestätsbeleidigung für ein im Simplicissimus veröffentlichtes politisches Gedicht)
- Ernst Toller, Schriftsteller, 1920 wegen seiner führenden Rolle in der Münchner Räterepublik zu fünf Jahren Festungshaft verurteilt
- Erich Wollenberg, Kommunist und Rotarmist, zu zwei Jahren Festungshaft verurteilt, die er in Landsberg, Ansbach und Niederschönenfeld (Entlassung Januar 1922) verbrachte